# Rozsohî, Derajnea
Rozsohî (în ucraineană Розсохи) este un sat în comuna Șpîciînți din raionul Derajnea, regiunea Hmelnîțkîi, Ucraina.

## Demografie
Componența lingvistică a localității Rozsohî
     Ucraineană (98,87%)
     Rusă (1,13%)
Conform recensământului din 2001, majoritatea populației localității Rozsohî era vorbitoare de ucraineană (98,87%), existând în minoritate și vorbitori de rusă (1,13%).